# Gighera
Gighera è un comune della Romania di 3321 abitanti, ubicato nel distretto di Dolj, nella regione storica dell'Oltenia.
Il comune è formato dall'unione di 3 villaggi: Gighera, Nedeia, Zăval.